# Rampage 3 : President Down
Pour les articles homonymes, voir Rampage.
Série
Rampage 2 : La Vengeance d'un sniper
(2014)
Pour plus de détails, voir Fiche technique et Distribution.
Rampage 3 : President Down (Rampage: President Down) est un film germano-canadien d'action / thriller réalisé par Uwe Boll, sorti en 2016,,.
Il fait suite à Rampage - Sniper en liberté et Rampage 2 - La Vengeance d'un sniper. C'est le dernier film qu'il a réalisé avant sa retraite en 2016. Quatre ans plus tard, Boll a annoncé un retour et, via YouTube, un quatrième film Rampage qui était en développement.
Le film début alors que Bill Williamson est de retour dans le chapitre final de la trilogie Rampage. Dans la seconde partie il a dit qu'il fallait "tuer les riches et détruire Washington" et c'est exactement ce qu'il va faire. Après avoir tiré sur le président des Etats-Unis, il déclenche la plus grande chasse à l'homme de l'histoire de l'Amérique. Cet acte de terrorisme domestique va changer le pays à jamais.

## Synopsis
Trois ans après sa deuxième tuerie à la chaîne de télévision WK7 à Washington DC (à la suite de laquelle il fut présumé mort dans une explosion massive), Bill Williamson revient de sa cachette et, à l'aide d'un fusil de sniper, assassine le président des États-Unis, ainsi que le vice-président et le secrétaire à la Défense (ce qui se passe hors caméra).
Alors qu'il se cache dans sa cabane dans les bois voisins, Bill se moque des autorités, se préparant à un assaut final dans lequel il s'attend à mourir en martyr de sa propre cause, établissant ainsi davantage son héritage emblématique. Au point culminant, Bill affronte et tue des dizaines d'autres policiers qui attaquent son point fort dans les bois, mais après avoir tué toute la police, le SWAT et le FBI, Bill est mortellement blessé et meurt plus tard. Quelque temps plus tard, cependant, la nouvelle de sa mort incite des milliers de personnes à travers les États-Unis à enfin agir sur leur colère envers l'élite et les riches, comme le suggèrent les anciennes déclarations vidéo de Bill, ce qui entraîne un chaos national. Le film se termine par une chaîne de télévision qui rapporte toutes les fusillades de masse et le chaos avant que la chaîne elle-même ne soit attaquée par le sans-abri du deuxième film, qui s'approche de la caméra et prétend que Williamson a changé de vie avant de tirer sur la caméra.

## Fiche technique
- Titre : Rampage 3 : President Down
- Titre original : Rampage: President Down
- Réalisation : Uwe Boll
- Scénario : Uwe Boll et Brendan Fletcher
- Musique : Jessica de Rooij et Pale Christian Thomas
- Direction artistique : Vava Renata
- Décors : Vava Renata
- Costumes : Kelsey Baran
- Photographie : Mathias Neumann
- Son : Matthew Cameron, Eric Mouawad, Jason Bowe
- Montage : K.T. Skaha
- Production : Natalie Boll

Production déléguée : Uwe Boll, Brendan Fletcher et Michael Pohorly
Production associée : Gary Otto
- Sociétés de production[7] :
  - Canada : Momentum Pictures
  - France : Amok Productions
- Sociétés de distribution :
  - Mondial : Event Film Distribution (Tous médias)
  - Allemagne : Splendid Film (DVD / Blu-Ray)
- Budget : 750 000 $[8]
- Pays d'origine :  Canada,  Allemagne
- Langue originale : anglais
- Format : couleur - 35 mm - 1,85:1 (Panavision) - son Dolby Digital[9]
- Genre : action, thriller
- Durée : 99 minutes
- Dates de sortie :
  - Allemagne : 26 août 2016[10]
- Classification :
  - Allemagne : Interdit aux moins de 18 ans (FSK 18)[11]
  - France : interdit aux moins de 12 ans

## Distribution
- Brendan Fletcher : Bill Williamson
- Bruce Blain : le sans abri
- Loretta Walsh : journaliste WK7 #1
- Zain Meghji : journaliste WK7 #2
- Steve Baran : agent du FBI James Molokai
- Ryan McDonell : agent du FBI Vincent Jones
- Scott Patey : agent du FBI Murray
- Yan-Kay Crystal Lowe : la petite amie de Bill
- Anthony Rogers : agent du FBI

L'ensemble du casting est trouvable sur IMDb.

## Production
Boll a tenté de financer le film, initialement intitulé Rampage 3: No Mercy, via Indiegogo et Kickstarter. En janvier 2015, la campagne Indiegogo a été clôturée après avoir récolté seulement 6 375 $ sur les 100 000 $ demandés. En juin 2015, la campagne Kickstarter a récolté 29 746 $ sur les 55 794 $ demandés. Boll a publié une série de deux vidéos pleines de grossièretés sur YouTube en réponse, l'une d'elles qualifiant le financement participatif de « complètement mort » pour lui, et l'autre souhaitant la mort à plusieurs célébrités hollywoodiennes.
Le tournage a eu lieu en janvier 2016, à Langley et Maple Ridge, en Colombie-Britannique, au Canada. Le budget du film était de 750 000 $.

## Autour du film
Une scène post-crédit montre le réalisateur en train de faire un salut avant de marcher au loin, probablement pour annoncer sa retraite de réalisateur. 